# بيل روبنسون (لاعب دوري الرغبي)
بيل روبنسون (بالإنجليزية: Bill Robinson)‏ هو لاعب دوري الرغبي أسترالي، ولد في 8 أغسطس 1934 في ويغان في المملكة المتحدة، وتوفي بنفس المكان في 3 ديسمبر 2005.